# Ивано-Золотовский сельский совет
Ивано-Золотовский сельский совет (укр. Івано-Золотівська сільська рада) — входит в состав
Залещицкого района
Тернопольской области
Украины.
Административный центр сельского совета находится в 
с. Иване-Золотое.

## Населённые пункты совета
- с. Иване-Золотое